# Bernardino Butinone

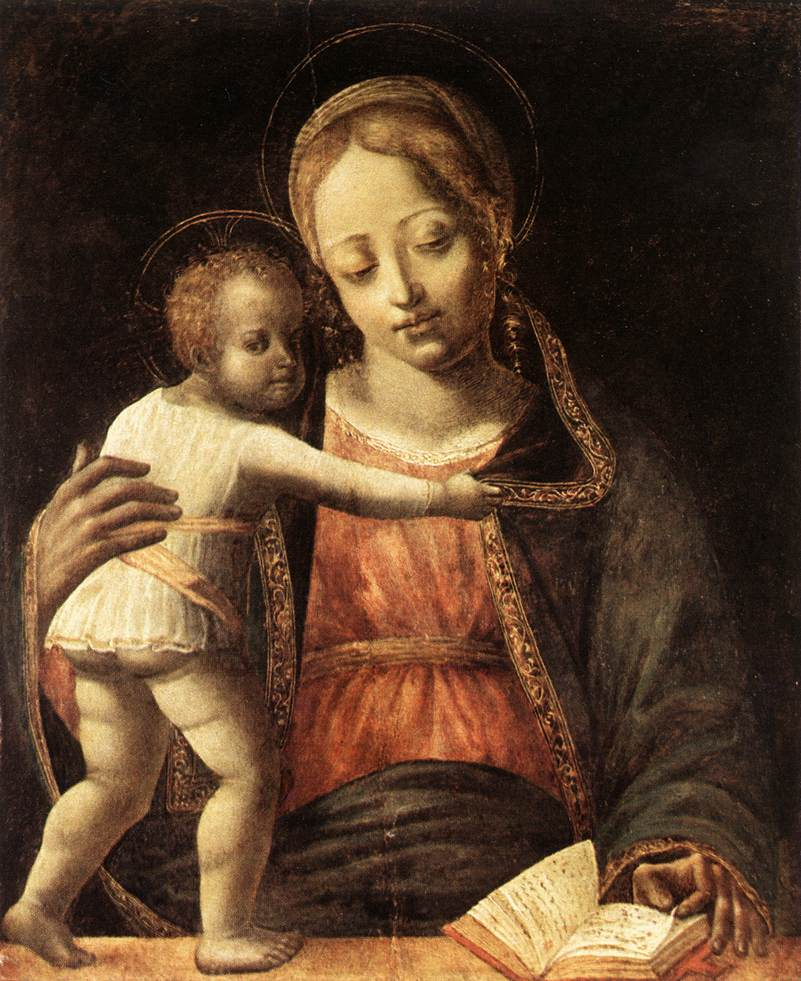
Madonnan med jesusbarnet, målning av Bernardion Butinone, 1490.

Bernardino Jacobi Butinone, född 1435 eller 1436 och död 1507 eller 1508, var en milanesisk konstnär.
Butinone var en eklektisk efterföljare till Vicenzo Foppa. Tillsammans med den mera betydande Bernardo Zenale utförde han altaret i Sam Martino, Treviglio (1485) och freskerna i San Pietro, Milano.